# Lane End
Lane End est un village du Buckinghamshire, Angleterre. Le village est situé dans les Chilterns à 198 m d'altitude, à l'ouest de High Wycombe. La population est d'environ 4 000 habitants.

## Jumelage
- Saint-Pierre-d'Oléron